# Bodie (Washington)
Bodie az Amerikai Egyesült Államok északnyugati részén, Washington állam Okanogan megyéjében elhelyezkedő kísértetváros.
A település névadója William S. Bodey; a nevet egy ismeretlen címfestő írta át Bodie alakra, mivel azt helyénvalóbbnak találta.

## Történet
1886-ban Tommy Ryan és Phil Creasor a mai Republic területén aranyat találtak; többek között Bodie-t is az aranyláz miatt alapították.
Bodie-ban 1888-tól folyt kitermelés. 1934-ban az arany árának csökkenése miatt a bánya bezárt, a település pedig elnéptelenedett; a maradék infrastruktúrát elköltöztették. Az eredeti településen ma csak a Doug Prichard segítségével épült lakóház áll. A mai kísértetvárosban álló nagyobb épület egyes források szerint iskolaként és szalonként is működött, ezt azonban vitatják. A Toroda-patak mentén egykor egy fűrésztelep működött.
A helyi bánya a településtől északra, a Bodie Mining Company üzemeltetésében működött, azonban később a Northern Gold Company és a Toroda Mines Inc. tulajdonába került. Az állam természeti erőforrásokért felelős hivatala korábban feltárásokat végzett a területen. A bánya a Geomineral Corporation kezelésében van.

## Fordítás
Ez a szócikk részben vagy egészben  a   Bodie, Washington című angol Wikipédia-szócikk ezen változatának fordításán alapul.  Az eredeti cikk szerkesztőit annak laptörténete sorolja fel. Ez a jelzés csupán a megfogalmazás eredetét és a szerzői jogokat jelzi, nem szolgál a cikkben szereplő információk forrásmegjelöléseként.